# اندیس هفتکل (تنباکوکار)
هفتکل (تنباکوکار) یک اندیس مصالح ساختمانی است که در حوالی شهر هفت گل استان خوزستان قرار دارد و مادهٔ معدنی موجود در آن، مارن است. و دیرینگی آن به دوران نئوژن می‌رسد. 